# Economia del Ghana
L'economia del Ghana si basa principalmente sull'agricoltura e lo sfruttamento delle risorse minerarie. Il PIL si aggira intorno ai 7.000.000 USD (dato del 2003), pari a 370 USD procapite, uno dei valori più bassi del mondo.
Il paese conobbe un periodo di fortissima crisi negli anni ottanta, che portò alla svalutazione della moneta ghanese, alla privatizzazione di molte attività precedentemente statali, e all'aumento del prezzo dei prodotti agricoli.

## Agricoltura

Campo in Ghana coltivato ad ananas

L'agricoltura contribuisce per oltre il 30% al PIL del Ghana, e occupa oltre il 60% della forza lavoro. Fra i prodotti agricoli da esportazione predomina il cacao, coltivato soprattutto da piccole aziende agricole della regione dell'Ashanti. Importanti sono anche la coltivazione di caffè, tabacco, arachidi, olio di palma, cocco e frutta tropicale. Nel sudovest si coltiva anche il caucciù.
A sud est piantagioni Firestone
I prodotti agricoli venduti sul mercato interno (coltivati soprattutto al sud) includono manioca, olio di palma, igname, arachidi, cotone, mais, miglio, sorgo e riso.

## Pesca
La pesca ha subito una discreta espansione dagli anni Sessanta. Una buona parte del pescato proviene dai corsi d'acqua interni.

## Industria
Consistenti sono le risorse minerarie. Ricchi sono i giacimenti di diamanti, oro, argento, ferro, manganese e bauxite, dalla quale si ricava l'alluminio. Sono inoltre presenti piccole quantità di petrolio e gas naturale. Molte sono le segherie, i laboratori dove si fabbricano mobili e gli impianti poligrafici. Si producono sigarette, birre, bevande di ogni genere e oli commestibili.

## Turismo
Le buone infrastrutture del Ghana, la stabilità politica e l'uso diffuso dell'inglese lo rendono una destinazione gratificante per i visitatori che vanno in Africa per la prima volta (talvolta è chiamata "Africa per principianti"), le persone sono generalmente molto disponibili e accoglienti. Sebbene il loro atteggiamento rilassato e la mancanza di gite organizzate e luoghi turistici attrezzati possono essere un po' di intralcio all'inizio, alla lunga ci si rende conto che è una delle delizie di questo Paese.
Il turismo in Ghana sta crescendo molto rapidamente e un numero crescente di tour operator vede le richieste crescenti per il Ghana come destinazione di viaggio. Il Paese ha miniere d'oro ed è politicamente stabile con un buon potenziale di crescita.
Fino al 1957 il Ghana fu una colonia dell'Impero Britannico e fu la prima nazione dell'Africa occidentale ad ottenere l'indipendenza. Il nome di Ghana fu scelto per la nuova nazione in riferimento all'antico Impero del Ghana, un tempo esteso in gran parte dell'Africa occidentale. Da un punto di vista etimologico, Ghana significa re guerriero, ed era il titolo concesso ai re del medievale Impero del Ghana